# Bertil Roslin
Bertil Michaël Roslin, född 21 september 1939 i Åbo, är en finländsk samhällsekonom.
Roslin blev politices doktor 1971. Han var 1972–1979 biträdande professor i offentlig förvaltning vid Åbo Akademi, 1979–1980 professor i nationalekonomi vid samma universitet och docent i företagsutveckling och förvaltningsekonomi vid Svenska handelshögskolan 1994–1995. Han var 1975–1984 ombudsman (vice kommissionär) vid riskfinansiären SITRA. Han var 1985–1998 direktör och direktionsmedlem vid Oy Alko Ab, sedermera Alko-bolagen Ab.
Roslin har innehaft ledande poster i näringslivet och i universitetsvärlden. Han var 1995–2003 kansler för Åbo Akademi och 2001–2004 preses i Finska Vetenskaps-Societeten.
Roslin forskade först i offentlig ekonomi; bland arbeten märks doktorsavhandlingen Kreditförsörjningsproblem under förvaltningsexpansion (1971) och Kostnadsökning och förvaltningsexpansion (1973). Han övergick sedermera till företagsfrågor och har publicerat ett antal arbeten om företagsbeskattning, teknisk utveckling och ledarskap. Verket När slagregnet föll (2000) analyserar de nordiska alkoholbolagen i en ny EU-omgivning, medan Tillväxt, förändring och osäkerhet (2005) behandlar universitetens omvandling under det senaste halvseklet.